# Schneideröd (Bergheim)
Schneideröd ist eine Wüstung auf dem Gebiet der Gemeinde Hohenfels im oberpfälzischen Landkreis Neumarkt in der Oberpfalz in Bayern. Sie liegt im Truppenübungsplatz Hohenfels.

## Geschichte
Scheideröd war ein Ort der 1944 aufgelösten Gemeinde Bergheim, die dem Heeresgutsbezirk Hohenfels zugeteilt wurde. Der Weiler bestand 1925 aus vier Wohngebäuden und hatte 28 Einwohner. 1950 kam Schneideröd zur Gemeinde Nainhof-Hohenfels und hatte drei Wohngebäude und zwölf Einwohner.